# Jeździectwo na Igrzyskach Afrykańskich 2019
Jeździectwo na Igrzyskach Afrykańskich 2019 odbywało się w dniach 21–24 sierpnia 2019 roku w Royal Complexe Sport des Équestres Dar Es Salam położonym w Rabacie.

## Podsumowanie

### Klasyfikacja medalowa
| Klasyfikacja medalowa | Klasyfikacja medalowa | Klasyfikacja medalowa | Klasyfikacja medalowa | Klasyfikacja medalowa | Klasyfikacja medalowa |
| Miejsce               | Państwo               | Złoto                 | Srebro                | Brąz                  | Razem                 |
| --------------------- | --------------------- | --------------------- | --------------------- | --------------------- | --------------------- |
| 1                     | Maroko                | 2                     | 1                     | 1                     | 4                     |
| 2                     | Egipt                 | 0                     | 1                     | 0                     | 1                     |
| 3                     | Algieria              | 0                     | 0                     | 1                     | 1                     |
| Razem                 | Razem                 | 2                     | 2                     | 2                     | 6                     |

### Medaliści
| Konkurencja         | 1. miejsce      | 2. miejsce         | 3. miejsce                    |
| ------------------- | --------------- | ------------------ | ----------------------------- |
| Skoki indywidualnie | El Ghali Boukaa | Abdelkebir Ouaddar | Vincent Zacharias Bourguignon |
| Skoki drużynowo     | Maroko          | Egipt              | Algieria                      |